# 3 de febrero
El 3 de febrero es el 34.º (trigésimo cuarto) día del año en el calendario gregoriano. Quedan 331 días para finalizar el año y 332 en los años bisiestos.

## Acontecimientos
- 1377: más de 2000 personas son asesinadas en la ciudad italiana de Cesena durante la Guerra de los Ocho Santos.
- 1451: Mehmed II inicia su segundo período como sultán del Imperio otomano tras suceder a Murad II.
- 1522: la ciudad de Toledo (España) se rinde a las tropas de Carlos I durante la Guerra de las Comunidades.
- 1536: en la actual Argentina, a orillas del Río de la Plata, Pedro de Mendoza funda la aldea de Nuestra Señora del Buen Ayre, primer asentamiento en la actual ubicación de Buenos Aires. Será destruida en pocos años, y refundada casi medio siglo después.
- 1574: en el Imperio ruso, el zar Iván el Terrible, contrae matrimonio por cuarta vez.
- 1614: en el palacio de Louvre (en París) se representa el ballet Don Quichotte dansé par Mme Sautenir.
- 1651: el Parlamento de París exige la destitución del cardenal Jules Mazzarino como primer ministro.
- 1783: Gran Bretaña reconoce la independencia de los Estados Unidos.
- 1807: en Montevideo (Uruguay) comienza una invasión inglesa.
- 1813: en la aldea de San Lorenzo (Argentina) sucede la batalla de San Lorenzo: los Granaderos a Caballo al mando de José de San Martín vencen a una expedición española al mando del comandante Juan Antonio Zabala.
- 1820: en Chile, el militar británico Thomas Cochrane se apodera de la ciudad de Valdivia, terminando con uno de los bastiones españoles de importancia en la costa del Pacífico.
- 1825: en la costa alemana del mar del Norte mueren ahogadas unas 800 personas debido a una marejada ciclónica.[1]
- 1830: Grecia se independiza del Imperio otomano.
- 1839: los británicos ocupan Karachi.
- 1843: en Argentina, el gobernador bonaerense Juan Manuel de Rosas organiza el sitio de Montevideo (Uruguay).
- 1852: en Argentina se libra la batalla de Caseros, donde las fuerzas comandadas por Justo José de Urquiza derrotan a las de Juan Manuel de Rosas.
- 1867: en la Ciudad de México inicia sus labores la Escuela Nacional Preparatoria.
- 1870: el rey de Italia rechaza la corona de España para su sobrino, Tomás Alberto de Saboya, duque de Génova.
- 1875: durante la Tercera Guerra Carlista se produce la Sorpresa de Lácar, suceso en el que el rey Alfonso XII estuvo a punto de ser capturado por las tropas carlistas.
- 1900: en el marco de la guerra anglo-bóer, fuentes bóeres confirman que en la última semana sus pérdidas en vidas humanas asciende a 1100 efectivos, mientras que unos 600 han sido heridos de gravedad.
- 1900: el ministro de Guerra mexicano, general Bernardo Reyes, anuncia la propuesta de paz que se ofrece a los nativos yaquis para poner fin a su sublevación independentista: la garantía de mantener la propiedad de sus tierras y el derecho a la ciudadanía mexicana.[cita requerida]
- 1900: en las montañas Bacatete (Sonora) fallece el general mexicano Lorenzo Torres, comandante de las fuerzas que sofocan la rebelión de los nativos yaquis. Las bajas del ejército en este conflicto ascenderían a 358.
- 1900: el gobierno brasileño anuncia el arresto de «varios elementos monárquicos que estaban conjurando contra la República».[cita requerida]
- 1900: en Viena (Austria), Bruselas (Bélgica) y Aquisgrán (Alemania), se realizan grandes huelgas de trabajadores en demanda de mejoras salariales y sociales.
- 1904: en Murcia se desborda el río Segura.[2]
- 1906: el gobierno japonés incrementa el tonelaje de su marina de 240 000 a 400 000 toneladas.
- 1912: en Ferrol, los reyes de España ―Alfonso XIII y Victoria Eugenia de Battenberg― asisten a la botadura del España, nuevo acorazado de la Armada.
- 1915: en París se celebra la conferencia de los ministros de Finanzas aliados.
- 1916: en Alemania se inicia la confiscación de las industrias textiles.[cita requerida]
- 1916: Iván Goremykin es sustituido por Borís Shtiúrmer en la presidencia del consejo de ministros ruso.
- 1917: en el marco de la Gran Guerra, los Estados Unidos de América rompen las relaciones diplomáticas con el Imperio alemán.
- 1917: en Alemania la crisis del carbón obliga al racionamiento en su consumo.[cita requerida]
- 1919: fuerzas soviéticas ocupan Ucrania. En Kiev se forma un Gobierno mixto.
- 1923: Gran Bretaña reconoce su deuda de 4600 millones de dólares con Estados Unidos.
- 1926: asciende a general de brigada el hasta ahora coronel de infantería Francisco Franco (34 años), en esos momentos, el más joven de Europa.
- 1926: el checo se convierte en idioma oficial de Checoslovaquia y se dan grandes ventajas a las lenguas minoritarias del país.
- 1927: en Portugal, la oposición al gobierno del general António Óscar de Fragoso Carmona organiza levantamientos militares en Lisboa y Oporto.
- 1930: la Real Federación Española de Fútbol acuerda no participar en el Campeonato Mundial de Montevideo.
- 1930: se funda el Partido Comunista de Vietnam.
- 1931: un terremoto destruye varias ciudades de Nueva Zelanda y causa la muerte de más de mil personas.
- 1932: cinco terremotos consecutivos destruyen una porción considerable de Santiago de Cuba.
- 1933: concluye la guerra civil de Nicaragua con un tratado de paz firmado por Augusto César Sandino, jefe de las fuerzas revolucionarias, y el presidente Juan Bautista Sacasa.
- 1935: el astrónomo Sylvain Julien Victor Arend descubre un nuevo asteroide, al que da el nombre de Alain.
- 1939: el jefe del Partido Rexista belga, Léon Degrelle, llega a Burgos.
- 1943: Finlandia entabla negociaciones con la Unión Soviética para intentar obtener la paz.
- 1944: en España ―en el marco de la Segunda Guerra Mundial― el dictador español Francisco Franco reafirma la "estricta neutralidad" de España.
- 1945: en Estados Unidos se estrena la película Los tres caballeros (de Walt Disney).
- 1945: en el marco de la Segunda Guerra Mundial, tropas estadounidenses entran en Manila.
- 1945: Los aliados lanzan 3000 toneladas de bombas sobre la población civil en Berlín, en venganza por el bombardeo nazi de Londres.
- 1945: el Gobierno español crea por decreto el monopolio Tabacalera.
- 1950: en Londres detienen al físico alemán Klaus Fuchs, acusado de espionaje en provecho de la Unión Soviética.
- 1951: en Checoslovaquia detienen a Vladimír Clementis, ministro de Asuntos Exteriores.
- 1954: en Huelva, Andalucía sur de España nieva por primera vez en su historia.
- 1957: en Monterrey, México, se inaugura el teatro María Tereza Montoya.[3]
- 1957: en Paraguay el dictador Stroessner funda Puerto Stroessner (actual Ciudad del Este, en la Triple Frontera).
- 1959: Buddy Holly, Ritchie Valens y The Big Bopper mueren al estrellarse el avión en el que viajaban.
- 1961: la República Popular China realiza compras de cebada y trigo a Canadá por valor de 60 millones de dólares, con el fin de paliar la escasez de grano en el país.
- 1961: en Cienfuegos (Cuba), un grupo de alzados cubanos ―en el marco de la Rebelión del Escambray―, realizan un ataque durante la celebración de las fiestas de la Virgen de la Candelaria, en el que resulta herido el sacerdote Germán Lence (quien era docente de la Universidad de Ciencias Pedagógicas de Holguín). Al ser capturados, afirmaron que tenían a Mario Llerena como «referente ideológico anticomunista».[4]
- 1962: en Christchurch, el neozelandés Peter Snell obtiene un récord mundial al correr los 800 m en 1 minuto, 44 segundos y 3 décimas.
- 1963: en Granadilla de Abona (Tenerife) se derrumba un edificio cuando unas mil personas hacían cola para obtener el DNI, provocando 23 muertos y más de 100 heridos.
- 1965: Se registra un terremoto de 8.7 en las islas Rata que provoca un tsunami.
- 1966: en la Luna aterriza la sonda soviética Luna 9 y emite imágenes desde el Mar de las Tormentas. Es la primera nave humana que desciende suavemente en otro astro (ya la nave estadounidense Ranger 4 se había estrellado en la Luna el 26 de abril de 1962).
- 1969: en Palestina, el Congreso Nacional nombra a Yasir Arafat jefe de la OLP.
- 1971: la OPEP fija unilateralmente los precios del petróleo.
- 1972: en Sapporo (Japón) se inauguran los XI Juegos Olímpicos de Invierno.
- 1975: en Cali (Colombia) el cónsul honorario de los Países Bajos es secuestrado por las FARC.
- 1977: en Etiopía, golpe de Estado del vicepresidente del Consejo Administrativo Militar Provisional (CAMP), Mengistu Haile Mariam, en el que es asesinado el jefe de Estado, Tafari Benti.
- 1979: en Madrid, Olof Palme realiza una conferencia en un acto conmemorativo del centenario del PSOE.
- 1980: los reyes de España inician su primera visita oficial a las Vascongadas.
- 1983: en la Ciudad del Vaticano, el papa Juan Pablo II presenta el nuevo Código de derecho canónico.
- 1984: en Caracas (Venezuela), seis países democráticos hispanoamericanos y España ―después de sufrir décadas de dictaduras militares de derechas― firman la Declaración de Caracas, en la que se califica la democracia como el mejor sistema político para Hispanoamérica.
- 1985: en Johannesburgo (Sudáfrica), Desmond Tutu se convierte en el primer obispo negro anglicano.
- 1986: en Costa Rica, el socialdemócrata Óscar Arias es elegido presidente.
- 1987: el ministro de Educación español, José María Maravall, afirma estar dispuesto a dialogar con los representantes estudiantiles.
- 1989: en Paraguay es depuesto el dictador Alfredo Stroessner como consecuencia de un golpe de Estado liderado por el general Andrés Rodríguez Pedotti, quien lideraría un gobierno provincial acabando así con la dictadura más larga de América del Sur (35 años).
- 1990: el Sóviet Supremo aprueba la ley de modalidades de secesión de las repúblicas de la Unión Soviética.
- 1991: el Partido Comunista Italiano deja de existir oficialmente tras 70 años de historia, al aprobar el XX Congreso su conversión en el Partido Democrático de la Izquierda.
- 1992: en Cartagena las protestas por la grave crisis industrial que se sufría desembocan en la quema de la Asamblea Regional. Fue la primera vez desde 1933 que la población civil incendiaba un parlamento que había elegido democráticamente.
- 1993: en una inspección hospitalaria en Bañolas (Gerona, España) se descubre un nuevo caso de mutilación genital femenina en la hija de un emigrante de Gambia.
- 1994: lanzamiento del Transbordador espacial Discovery con un astronauta ruso a bordo, primero en un vehículo espacial estadounidense.
- 1995: recuperadas las obras de Picasso y Braque robadas de un museo de Estocolmo en 1993.
- 1998: en Estados Unidos, Karla Faye Tucker ―condenada a muerte por doble asesinato― se convierte en la segunda mujer ajusticiada en ese país desde la restauración de la pena capital en 1976.
- 1999: la ONU decide retirar a todo el personal estadounidense y británico instalado en Irak.
- 2000: el grupo alemán de telecomunicaciones Mannesmann acepta fusionarse con el británico Vodafone.
- 2000: el ejército ruso toma Grozni, la capital chechena.
- 2000: el presidente federal austriaco, Thomás Klestil, encarga la formación de un nuevo gobierno con los populares de Wolfgang Schüssel (ÖVP) y la ultraderecha de Jörg Haider (FPÖ).
- 2002: en Turquía, un fuerte terremoto causa 44 muertos y centenares de heridos.
- 2003: en Venezuela concluye el paro petrolero iniciado en diciembre anterior.
- 2003: las autoridades nigerianas imponen el toque de queda al sur del país para frenar una ola de violencia étnica.
- 2003: en las costas españolas de Tarifa (Cádiz) son detenidos 163 inmigrantes que llegaban en patera tras atravesar las aguas del Estrecho de Gibraltar.
- 2003: en las costas españolas en Galicia y Cantabria continuó llegando el combustible derramado por el barco petrolero Prestige.
- 2003: en su mansión de Los Ángeles, California, Estados Unidos el productor musical Phil Spector (1939-) mata a la actriz y modelo Lana Clarkson (1962-2003). En 2009 será condenado a 19 años de prisión.
- 2004: la ONU anuncia la necesidad urgente de regular la explotación comercial de la Antártida.
- 2004: en Brasil las fuertes lluvias desde el pasado mes de diciembre dejan 84 muertos.
- 2004: En Haití grupos de estudiantes piden la renuncia del presidente haitiano Jean-Bertrand Aristide.
- 2005: la revista Nature publica un estudio realizado en un fósil de la Antártida, que evidencia por primera vez con exactitud que la diversificación de las aves se produjo en el Cretácico.
- 2005: el Gobierno israelí anuncia la liberación de 900 presos palestinos y la retirada de sus tropas de cinco ciudades, entre ellas Jericó.
- 2005: el Instituto Cervantes firma un convenio con la Real Academia Gallega (RAG) para promover la presencia de la lengua y la cultura de Galicia en todos los centros del Instituto.
- 2006: tras una denuncia de la Sociedad General de Autores y Editores (SGAE), la Frikipedia es retirada temporalmente de la web.
- 2006: el Gobierno español autoriza la OPA de Gas Natural sobre Endesa aunque impone algunas condiciones a la operación.
- 2007: en Valparaíso (Chile) mueren 8 personas por una explosión e incendio.
- 2012: quiebra de la aerolínea húngara Malév.
- 2019: en El Salvador se celebraron las elecciones presidenciales, dando como ganador al candidato Nayib Bukele, del partido GANA, poniendo fin al bipartidismo que ARENA y el FMLN mantuvieron por 30 años en el país centroamericano.[5]
- 2021: en Chile se inicia el proceso de vacunación masiva luego de 11 meses de la pandemia de COVID-19.
- 2024: en Chile ocurre una de las peores noches del país y de su historia debido a los Incendios forestales en Chile de 2024, con más de 100 fallecidos.

## Nacimientos
- 1525: Giovanni Pierluigi da Palestrina,  compositor italiano (f. 1594).
- 1689: Blas de Lezo, almirante español (f. 1741).
- 1721: Friedrich Wilhelm von Seydlitz, militar prusiano (f. 1773).
- 1736: Johann Georg Albrechtsberger, músico y teórico austriaco (f. 1809).
- 1754: Juan Ruiz de Apodaca, antepenúltimo virrey de Nueva España (f. 1835).
- 1778: José María Carbonell, prócer de la independencia de Colombia (f. 1816).
- 1790: Gideon Mantell, paleontólogo británico (f. 1852).
- 1795: Antonio José de Sucre, político, estadista y militar venezolano y presidente boliviano entre 1825 y 1828 (f. 1830).
- 1807: Jenaro Pérez Villaamil, pintor español (f. 1854).
- 1809: Félix Mendelssohn, compositor alemán (f. 1847).
- 1811: Horace Greeley, periodista estadounidense (f. 1872).
- 1815: Manuel Moreno López, periodista y político español (f. 1868).
- 1821: Elizabeth Blackwell, médica estadounidense (f. 1910).
- 1826: Manuel Castellano, pintor español (f. 1880).
- 1826: Walter Bagehot, economista, periodista y politólogo británico (f. 1877).
- 1830: Robert Gascoyne-Cecil, tercer marqués de Salisbury, político británico (f. 1903).
- 1843: William Cornelius Van Horne, ejecutivo ferroviario canadiense (f. 1915).
- 1849: Ricardo Magdalena, arquitecto español (f. 1910).
- 1859: Hugo Junkers, constructor aeronáutico alemán (f. 1935).
- 1861: Blas Mora, cantador de jota aragonesa (f. 1938).
- 1862: Nicolás Victoria Jaén, profesor, periodista y político conservador panameño (f. 1950).
- 1874: Gertrude Stein, escritora estadounidense (f. 1946).
- 1878: Ramón María Aller Ulloa, astrónomo, matemático y sacerdote español (f. 1966).
- 1887: Georg Trakl, poeta austriaco (f. 1914).
- 1889: Carl Theodor Dreyer, cineasta danés (f. 1968).
- 1889: Risto Ryti, presidente finlandés (f. 1956).
- 1892: Juan Negrín, fisiólogo y político español (f. 1956).
- 1893: Gastón Juliá, matemático francés (f. 1978).
- 1893: Emma Roldán, actriz mexicana (f. 1978).
- 1894: Norman Rockwell, fotógrafo y pintor estadounidense (f. 1978).
- 1895: Milagros de la Vega, actriz argentina (f. 1980).
- 1898: Alvar Aalto, diseñador de muebles y arquitecto finlandés (f. 1976).
- 1898: Pável Urysón, matemático ruso (f. 1924).
- 1899: Lao She, escritor chino (f. 1966).
- 1901: Ramón J. Sender, escritor español (f. 1982).
- 1902: Martín Agüero Ereño, torero español (f. 1977).
- 1903: Carlos Cossio, jurista, abogado, filósofo del derecho, militante universitario reformista y profesor argentino. (f. 1987).
- 1904: Luigi Dallapiccola, compositor y pianista italiano (f. 1975).
- 1906: Albino Barra Villalobos, político y sindicalista chileno (f. 1993).
- 1906: Arturo Fernández Meyzán, futbolista peruano (f. 1999).
- 1907: Rafael Lorente Escudero, arquitecto uruguayo (f. 1992).
- 1907: James A. Michener, escritor estadounidense (f. 1997).
- 1909: Simone Weil, filósofa y escritora francesa (f. 1943).
- 1910: Blas Galindo, compositor mexicano (f. 1993).
- 1911: Jehan Alain, compositor y organista francés (f. 1940).
- 1912: Jacques Soustelle, antropólogo y político francés (f. 1990).
- 1913: Eduardo Kingman, pintor ecuatoriano (f. 1997).
- 1913: Sabina Olmos, actriz y cantante argentina (f. 1999).
- 1914: Mary Carlisle, actriz estadounidense (f. 2018).
- 1915: José Jabardo, ciclista español (f. 1986).
- 1918: Joey Bishop, artista y humorista estadounidense (f. 2007).
- 1918: Helen Stephens, atleta estadounidense (f. 1994).
- 1920: Henry Heimlich, médico estadounidense (f. 2016).
- 1920: Tony Gaze, piloto de automovilismo australiano (f. 2013).
- 1923: Maurice Jouvet, actor franco-argentino (f. 1999).
- 1925: Leon Schlumpf, político suizo (f. 2012).
- 1926: Hans-Jochen Vogel, político alemán (f. 2020).
- 1927: Kenneth Anger, cineasta, escritor y pintor estadounidense.
- 1928: José Comas Quesada, pintor acuarelista español (f. 1993).
- 1929: Evaristo Márquez Contreras, escultor español (f. 1996).
- 1929: Camilo Torres Restrepo, sacerdote católico y guerrillero colombiano (f. 1966).
- 1930: Antonio Martínez Cobos "el Cobijano", novillero español. (f. 2009).
- 1932: Peggy Ann Garner, actriz estadounidense (f. 1984).
- 1932: Stuart Hall, sociólogo británico de origen jamaiquino (f. 2014).
- 1934: Juan Carlos Calabró, actor y humorista argentino (f. 2013).
- 1934: Alfred Lucchetti, actor español (f. 2011).
- 1935: Johnny "Guitar" Watson, músico estadounidense (f. 1996).
- 1935: Estanislao Zuleta, filósofo colombiano (f. 1990).
- 1938: Victor Buono, actor estadounidense (f. 1982).
- 1939: Michael Cimino, cineasta estadounidense (f. 2016).
- 1942: Francisco Javier Elzo, catedrático y periodista español.
- 1943: Patricio Achurra, actor y político chileno.
- 1943: Blythe Danner, actriz estadounidense.
- 1947: Paul Auster, poeta y novelista estadounidense (f. 2024)
- 1947: Dave Davies, músico británico, de la banda The Kinks.
- 1947: Soledad Puértolas, escritora española.
- 1948: Henning Mankell, escritor sueco (f. 2015).
- 1948: Carlos Felipe Ximenes Belo, obispo timorense, premio Nobel de la Paz en 1996.
- 1949: Jorge Guinzburg, periodista, productor y humorista argentino (f. 2008).
- 1949: Hennie Kuiper, ciclista neerlandés.
- 1949: Amancio Prada, cantautor español.
- 1949: Ernesto Bertani, pintor argentino (f. 2021).
- 1949: Oscar Benton, cantante neerlandés de blues (f. 2020).
- 1950: Juan Alberto Belloch, político español.
- 1950: Morgan Fairchild, actriz estadounidense.
- 1950: María Jiménez, cantante española (f. 2023).
- 1951: Felipe Muñoz Kapamas, nadador mexicano.
- 1952: Eduardo Ulibarri, periodista cubano de nacionalidad costarricense.
- 1953: Kenneth Gaspar, (conocido mundialmente como Boom Gaspar), tecladista hawaiano de Pearl Jam, entre otras bandas.
- 1955: Bruno Pezzey, futbolista austriaco (f. 1994).
- 1956: Hernán Darío Gómez, entrenador de fútbol colombiano.
- 1956: Nathan Lane, actor estadounidense.
- 1956: Lee Ranaldo, músico estadounidense, de la banda Sonic Youth.
- 1957: Antonio Lara Ramos, historiador y escritor español.
- 1959: Óscar Iván Zuluaga, es un economista, empresario y político colombiano.
- 1959: Fabián Bielinsky, cineasta argentino (f. 2006).
- 1959: Yasuharu Konishi, músico japonés, de la banda Pizzicato Five.
- 1959: Laurence Tolhurst, músico británico, de la banda The Cure.
- 1959: Chan Santokhi, político surinamés, Presidente de Surinam desde 2020.
- 1960: Kerry Von Erich, luchador profesional estadounidense (f. 1993).
- 1960: Joachim Loew, futbolista y entrenador alemán.
- 1961: Mercedes Abad, escritora y periodista española.
- 1961: Jay Adams, skater y surfista estadounidense.
- 1963: José Biriukov, baloncestista español.
- 1965: Maura Tierney, actriz estadounidense.
- 1966: Fani Grande, guionista y escritora valenciana.
- 1967: Jason Morris, yudoca estadounidense.
- 1967: Mixu Paatelainen, futbolista y entrenador finlandés.
- 1968: Vlade Divac, baloncestista yugoslavo.
- 1969: Retief Goosen, golfista sudafricano.
- 1969: John Spence, músico estadounidense, de la banda No Doubt (f. 1987).
- 1970: Óscar Córdoba, futbolista colombiano.
- 1970: Warwick Davis, actor británico.
- 1972: Mart Poom, futbolista estonio.
- 1972: Sergio Blass, cantante puertorriqueño, exmiembro de menudo.
- 1973: Ilana Sod, periodista mexicana.
- 1975: Markus Schulz, DJ y productor de origen alemán.
- 1975: Gustavo Duque, político venezolano.
- 1976: Isla Fisher, actriz australiana.
- 1976: Tommy Vásquez, actor colombiano.
- 1977: Mario Valles, yudoca colombiano.
- 1977: Bruno Quadros, futbolista brasileño.
- 1977: Maitland Ward, actriz estadounidense.
- 1978: Fátima Flórez, humorista e imitadora argentina.
- 1978: Adrian R'Mante, actor estadounidense.
- 1978: Eliza Schneider, actriz y cantante estadounidense.
- 1978: Joan Capdevila, futbolista español.
- 1978: Andreu Vivó, gimnasta español (f. 2012).
- 1978: Manuel Tena López, futbolista español.
- 1979: M'balia Marichal, actriz y cantante mexicana, de la banda OV7.
- 1979: Mitsuru Hasegawa, futbolista japonés.
- 1979: Lúcio Flávio dos Santos, futbolista brasileño.
- 1980: Jung Sung-il, actor surcoreano.
- 1980: David García Haro, futbolista español.
- 1981: Mariana Cadiccio, actriz y cantante italiana.
- 1981: Maurice Ross, futbolista escocés.
- 1982: Manuela da Silveira, presentadora de televisión y humorista uruguaya.
- 1982: Roland Schwegler, futbolista suizo.
- 1983: Carlos Berlocq, tenista argentino.
- 1983: Younis Mahmoud, futbolista iraquí.
- 1984: Sara Carbonero, periodista deportiva española.
- 1984: Saad Al-Harthi, futbolista saudí.
- 1984: Collins Mbesuma, futbolista zambiano.
- 1985: Oleksandr Aliyev, futbolista ucraniano.
- 1986: Yūsuke Tanaka, futbolista japonés.
- 1987: Vanesa González, actriz y cantante argentina.
- 1987: Samuela Kautoga, futbolista fiyiano.
- 1988: Cho Kyuhyun, cantante surcoreano, de la banda Super Junior.
- 1988: Kamil Glik, futbolista polaco.
- 1988: Abiola Dauda, futbolista nigeriano.
- 1989: Ryne Sanborn, actor estadounidense.
- 1989: Slobodan Rajković, futbolista serbio.
- 1990: Sean Kingston, cantante estadounidense.
- 1990: Adama Traoré, futbolista marfileño.
- 1991: Kevin Behrens, futbolista alemán.
- 1991: Álex Sánchez Benítez, futbolista español.
- 1991: Waleed Al Hayam, futbolista bareiní.
- 1992: Unai García, futbolista español.
- 1992: Sergio Marcos González, futbolista español.
- 1992: Max Ehmer, futbolista alemán.
- 1992: Gurpreet Singh, futbolista indio.
- 1993: Pablo Valcarce Vidal, futbolista español.
- 1993: Luis Valcarce Vidal, futbolista español.
- 1993: Ángel García Cabezali, futbolista español.
- 1993: Sokratis Dioudis, futbolista griego.
- 1994: Rougned Odor, beisbolista venezolano.
- 1994: Ziyad Al-Sahafi, futbolista saudí.
- 1994: Yoshiki Fujimoto, futbolista japonés.
- 1995: Tao Tsuchiya, actriz japonesa.
- 1995: José León Bernal, futbolista español.
- 1995: Marvin Stefaniak, futbolista alemán.
- 1996: Daniel Bordignon, baloncestista brasileño.
- 1996: Jorge Navarro, piloto de motociclismo español.
- 1996: Luis Coronel, cantante estadounidense.
- 1996: Damià Sabater, futbolista español.
- 1997: Lewis Cook, futbolista británico.
- 1997: Sebastian Grønning, futbolista danés.
- 1997: Nils Seufert, futbolista alemán.
- 1998: Charlie Moore, baloncestista estadounidense.
- 1998: Fran Navarro, futbolista español.
- 1999: Kanna Hashimoto, idol japonesa.
- 1999: Fran Beltrán, futbolista español.
- 1999: Alejandra Giménez, futbolista argentina.
- 1999: Abigail Hargrove, actriz estadounidense.
- 1999: Nina Reichenbach, ciclista alemana.
- 1999: Shannon van de Meeberg, yudoca neerlandesa.
- 1999: Gert-Jan van Doorn, remero neerlandés.
- 1999: Vanna Bardot, actriz pornográfica y modelo erótica estadounidense.
- 2000: Álvaro Aguirre Arévalo, futbolista español.
- 2000: Mame Bineta Sane, actriz senegalesa.
- 2000: Khalil Shakir, jugador de fútbol americano estadounidense.
- 2000: Carlos Harvey, futbolista panameño.
- 2000: Siemen Voet, futbolista belga.
- 2000: Josefina Villanueva, futbolista uruguaya.
- 2001: Qëndrim Zyba, futbolista kosovar.
- 2001: Fodé Doucouré, futbolista maliense.
- 2002: Radu Drăgușin, futbolista rumano.
- 2002: Hubert Idasiak, futbolista polaco.
- 2003: David López Guijarro, futbolista español.
- 2003: Diego de Pedro, futbolista español.
- 2005: Marco Delle Monache, futbolista italiano.
- 2005: Joaquín Lavega, futbolista uruguayo.
- 2006: Tommaso Benvenuti, futbolista sanmarinense.
- 2006: Giacomo Benvenuti, futbolista sanmarinense.

## Fallecimientos
- 316: Blas de Sebaste, obispo armenio de Sebaste (Turquía).
- 865: San Oscar, santo cristiano de origen alemán (n. 801).
- 1399: Juan de Gante, noble inglés (n. 1340).
- 1468: Johannes Gutenberg, impresor alemán (n. 1398).
- 1558: Alfonso de Castro, religioso y consejero real español (n. 1495).
- 1577: Kamiizumi Nobutsuna, samurái del periodo Sengoku (n. 1508).
- 1802: Pedro Rodríguez de Campomanes, político, economista e historiador español (n. 1723).
- 1814: Mariano Matamoros, sacerdote y militar mexicano (n. 1770).
- 1832: George Crabbe, poeta y naturalista británico (n. 1754).
- 1847: Marie Duplessis, cortesana francesa, modelo de La dama de las camelias (n. 1824).
- 1862: Jean Baptiste Biot, físico, astrónomo y matemático francés (n. 1774).
- 1874: Lunalilo, rey hawaiano (n. 1835).
- 1889: Juan Manuel Montalbán, jurista español (n. 1806).
- 1892: Antonio Machado Álvarez, escritor, padre de los poetas españoles Antonio y Manuel (n. 1848).
- 1895: Manuel Gutiérrez Nájera, poeta mexicano (n. 1859).
- 1899: Geert Adriaans Boomgaard, primer hombre súpercentenario verificado (n. 1788).
- 1900: Ottokar Novacek, compositor húngaro (n. 1866).
- 1919: Miguel F. Martínez, ingeniero, educador y músico mexicano (n. 1850).
- 1924: Woodrow Wilson, presidente estadounidense (n. 1856).
- 1925: Oliver Heaviside, físico británico (n. 1850).
- 1929: Agner Krarup Erlang, matemático, estadístico, e ingeniero danés (n. 1878).
- 1935: Hugo Junkers, constructor aeronáutico alemán (n. 1859).
- 1938: Manuel Linares Rivas, comediógrafo español (n. 1866).
- 1941: Jorge Ánckermann, pianista, director de orquesta y compositor cubano (n. 1877).
- 1943: Refugio Reyes Rivas, arquitecto mexicano (n. 1862).
- 1945: Roland Freisler, político alemán nazi (n. 1893).
- 1945: José Rolón, compositor mexicano (n. 1876).
- 1947: José Luis Hidalgo, poeta español (n. 1919).
- 1948: Cecilio Ocón, militar, político y empresario mexicano (n. 1879).
- 1948: Celedonio Junco de la Vega, escritor y periodista mexicano (n. 1863).
- 1949: Carlos Obligado, poeta argentino (n. 1889).
- 1951: Abel Tarride, actor y dramaturgo francés (n. 1865).
- 1952: Pedro Muguruza, arquitecto español (n. 1893).
- 1959: Buddy Holly, cantante estadounidense (n. 1936).
- 1959: Jiles Perry Richardson, The Big Bopper, cantante estadounidense (n. 1930).
- 1959: Ritchie Valens, cantante estadounidense (n. 1941).
- 1969: Al Taliaferro, historietista estadounidense (n. 1905).
- 1970: Pompoff, payaso español (n. 1886).
- 1972: Ramón Prieto Bances, político y jurista español (n. 1889).
- 1974: Rafael García y García de Castro, obispo español (n. 1895).
- 1974: Juan de Orduña, actor y director de cine español (n. 1900).
- 1974: Rafael Garza Gutiérrez, futbolista mexicano (n. 1902).
- 1975: Umm Kalzum, cantante egipcia (n. 1898).
- 1977: Jorge Di Pascuale, sindicalista peronista argentino (n. 1930), asesinado por la dictadura cívico-militar (1976-1983).
- 1977: Marta Taboada, abogada y activista argentina (n. 1942), asesinada por la dictadura cívico-militar (1976-1983).
- 1978: Otto Maria Carpeaux, ensayista, crítico literario y periodista austríaco nacionalizado brasileño (1900).
- 1981: Isabel Garcés, actriz española (n. 1901).
- 1982: Antenor Patiño, empresario boliviano (n. 1896).
- 1982: Efraín Huerta, poeta y periodista mexicano (n. 1914).
- 1983: Felipe Boso, poeta español (n. 1924).
- 1986: Valentim de Barros, bailarín portugués (n. 1916).
- 1987: Manuel Díez-Alegría, militar español (n. 1905).
- 1989: John Cassavetes, cineasta estadounidense (n. 1929).
- 1989: Juan Manuel Fanjul Sedeño, político español (n. 1915).
- 1994: Raúl Padilla Mendoza, actor y comediante mexicano (n. 1918).
- 1994: Frederick Copleston, filósofo, historiador y sacerdote católico inglés (n. 1907).
- 1996: Audrey Meadows, actriz estadounidense (n. 1922).
- 1997: Bohumil Hrabal, novelista checo (n. 1914).
- 1998: Juan García Iranzo, historietista español (n. 1918).
- 2002: Aglaja Veteranyi, actriz y escritora suiza de origen rumano (n. 1962).
- 2003: Natalia Medvédeva, poeta, escritora y músico rusa (n. 1958).
- 2003: João César Monteiro, actor y cineasta brasileño (n. 1939).
- 2003: Albin Waczyński, psiquiatra, especialista en construcción de hospitales y pintor polaco (n. 1929).
- 2004: Antonio Vaquero Poblador, pintor e ilustrador español (n. 1933).
- 2005: Ernst Mayr, biólogo evolutivo alemán (n. 1904).
- 2005: Zurab Zhvania, primer ministro georgiano (n. 1963).
- 2006: José María Langlais, actor argentino (n. 1934).
- 2006: Al Lewis, actor estadounidense (n. 1923).
- 2006: Romano Mussolini, pintor y pianista de jazz, italiano (n. 1927).
- 2006: Pedro Ortega Díaz, abogado y político comunista venezolano (n. 1914).
- 2007: Ángel Luis Bienvenida, torero español (n. 1924).
- 2007: Carlos Mayolo, cineasta colombiano (n. 1945).
- 2011: Édouard Glissant, escritor francés (n. 1924).
- 2011: Maria Schneider, actriz francesa (n. 1952).
- 2012: Ben Gazzara, actor estadounidense (n. 1930).

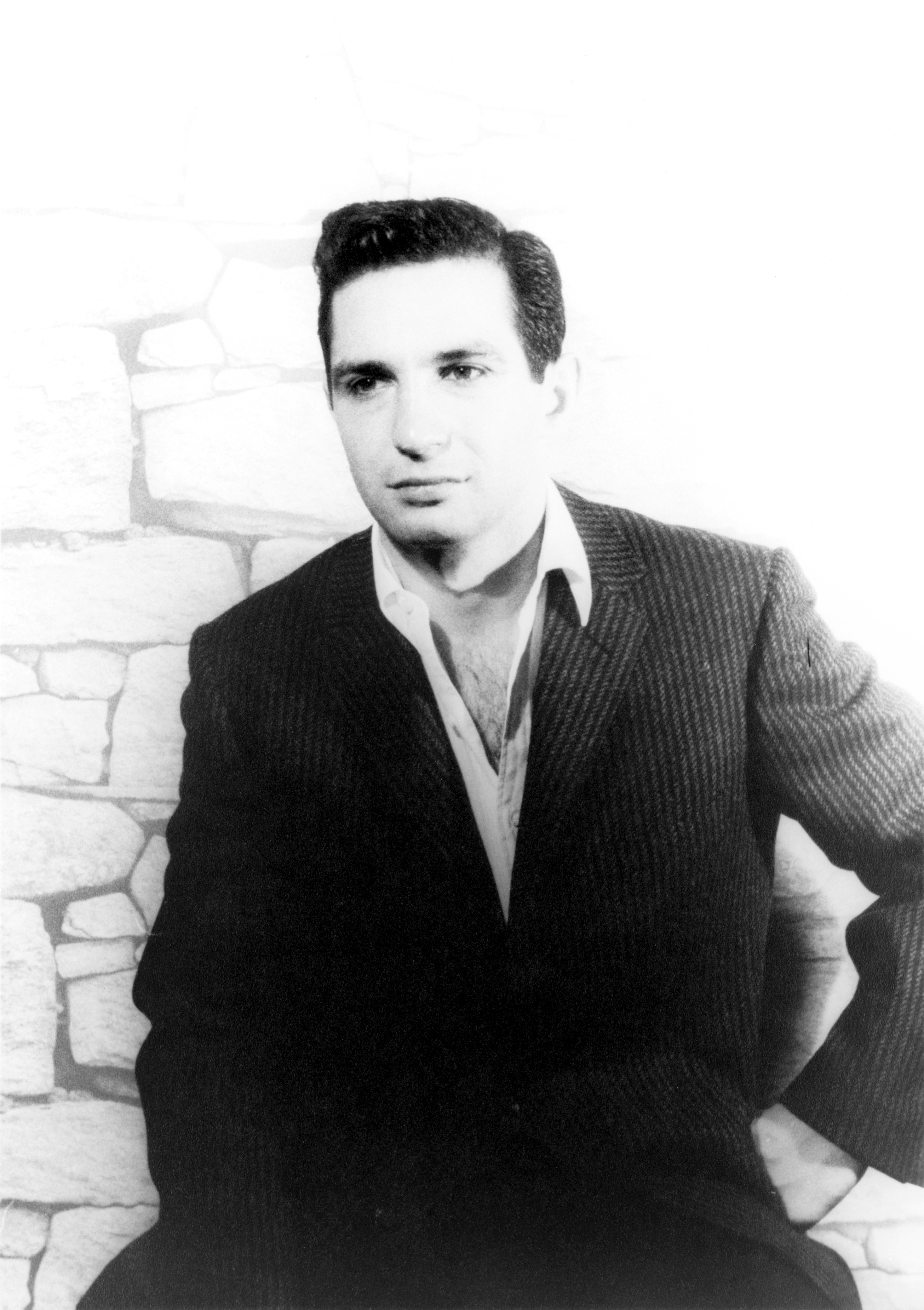
Ben Gazzara

- 2012: Samuel Youd, escritor británico (n. 1922).
- 2013: Ichikawa Danjūrō XII, actor japonés (n. 1946).
- 2014: Louise Brough, tenista estadounidense (n. 1923).
- 2016: Joe Alaskey, comediante y actor de voz estadounidense (n. 1952).
- 2016: Jorge Riestra, escritor argentino (n. 1926).
- 2017: Marisa Letícia Lula da Silva, primera dama brasileña (n. 1950).
- 2017: Lorenzo Servitje, empresario mexicano, fundador de Grupo Bimbo. (n. 1918).
- 2019: Julie Adams, actriz estadounidense (n. 1926).
- 2020: George Steiner, filósofo y escritor francés (n. 1929).
- 2020: Manuel Carreira, sacerdote jesuita, teólogo, filósofo y astrofísico (n. 1931)
- 2021: Haya Harareet, actriz israelí (n. 1931).
- 2022: Christos Sartzetakis, político griego, presidente de Grecia entre 1985 y 1990 (n. 1929).
- 2022: Abu Ibrahim al Hashemi al Qurash, terrorista iraquí (n. 1976).
- 2023: Paco Rabanne, diseñador de moda y empresario español (n. 1934).
- 2024: Helena Rojo, actriz mexicana (n. 1944).

## Celebraciones

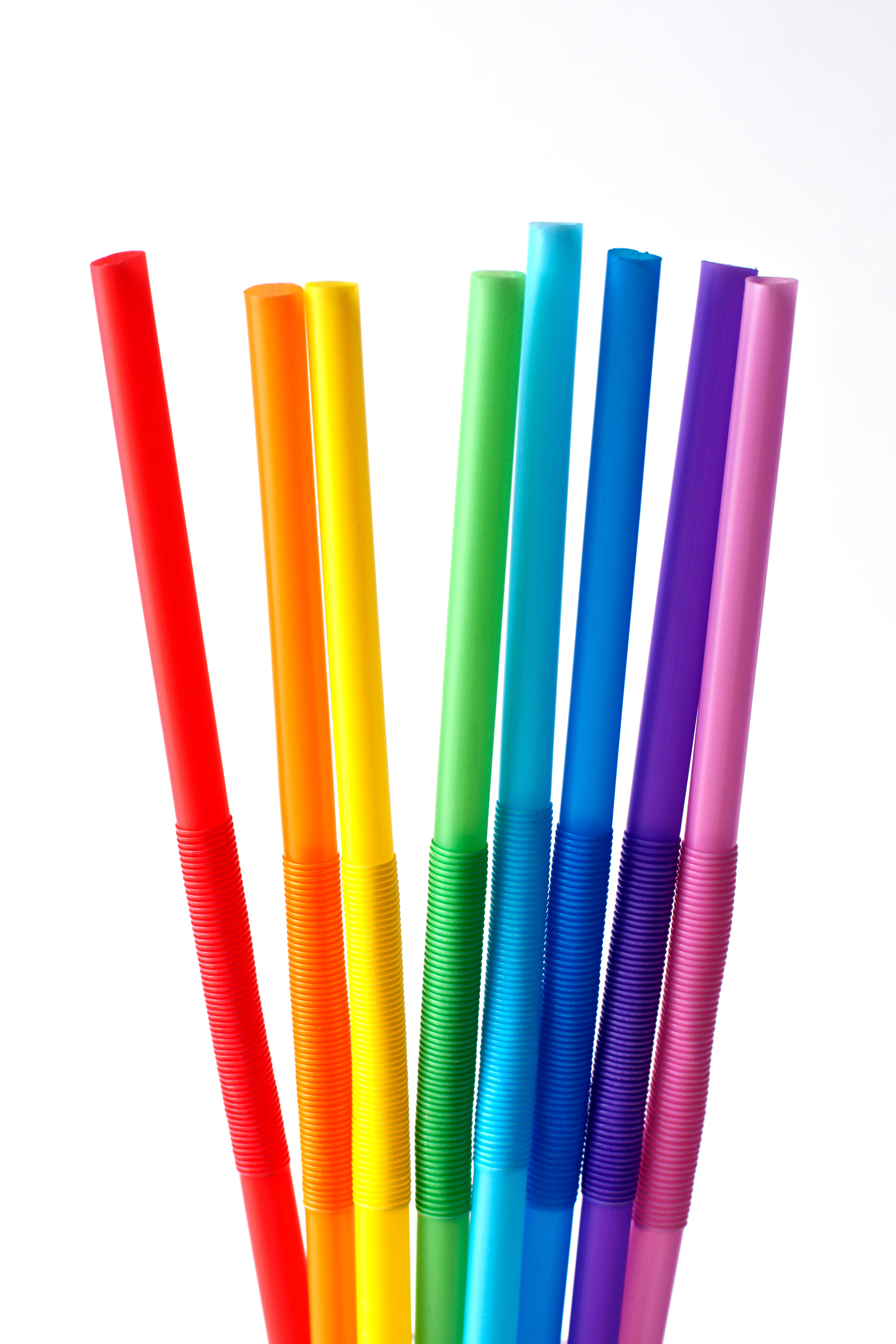
Día Internacional Sin Pitillo, Día Internacional Sin Pajilla o Día Mundial Sin Sorbete, utensilio descartable cada vez más prohibido en el mundo.

- Día Internacional Sin Pitillo,[6]
Día Internacional Sin Pajilla,[7]
Día Internacional Sin Popote,[8]o 
Día Mundial Sin Sorbete.[9]También conocidos como absorbentes, bombillita, paja o pajitas,[10]son los pequeños tubos de plásticos delgados usados para absorber los refrescos. Sus desechos son uno de los contaminantes más peligrosos para la fauna marina. Se usan unos pocos minutos y permanecen sin descomponer miles de años en el mar.

- Día Internacional del perro Golden Retriever. Día dedicado a celebrar y honrar a esta raza de perros conocida por su amabilidad, inteligencia y lealtad. Los Golden Retriever son muy apreciados como mascotas familiares, perros de terapia y perros de asistencia debido a su temperamento dócil y su disposición a complacer.

- Día Internacional del Abogado.

 Por países
(Por orden alfabético)
- Angola:
  - Día de la Liberación.[11]

- Argentina:
  - Aniversario del Combate de San Lorenzo.[12]
Fecha: 3 de febrero de 1813 (212 años).

- Estados Unidos:
  - Día Nacional de las Médicas.
(en inglés: National Women Physicians Day).
  - Día del Pastel de Zanahoria.
(en inglés: National Carrot Cake Day).
  - Día de las Personas Desaparecidas.
(en inglés: National Missing Persons Day).
  - Día de Alimentar a las Aves.
(en inglés: Feed the Birds Day).
  - Día de Tomar un Crucero.
(en inglés: Take a Cruise Day).
  - Noche de cita con perros.
(en inglés: Doggy Date Night).
  - Cumpleaños de Elmo de Barrio Sésamo.
(en inglés: Elmo’s Birthday).

- Japón:
  - Setsubun de Primavera.

- México:
  - Aniversario del Instituto Nacional de Antropología e Historia.
Fundación: 3 de febrero de 1939 (86 años).

- Mozambique:
  - Día de los Héroes.[13]

- Santo Tomé y Príncipe:
  - Día de los Mártires.[13]

- Tailandia:
  - Día de los Veteranos.

- Vietnam: 
  - Aniversario de la Fundación del Partido Comunista de Vietnam.

### Santoral católico

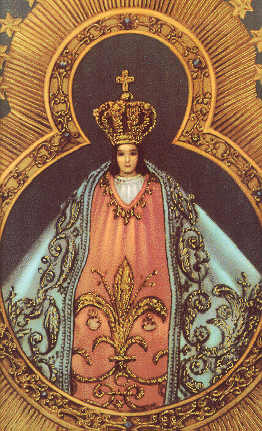
Representación artística de la Virgen de Suyapa.

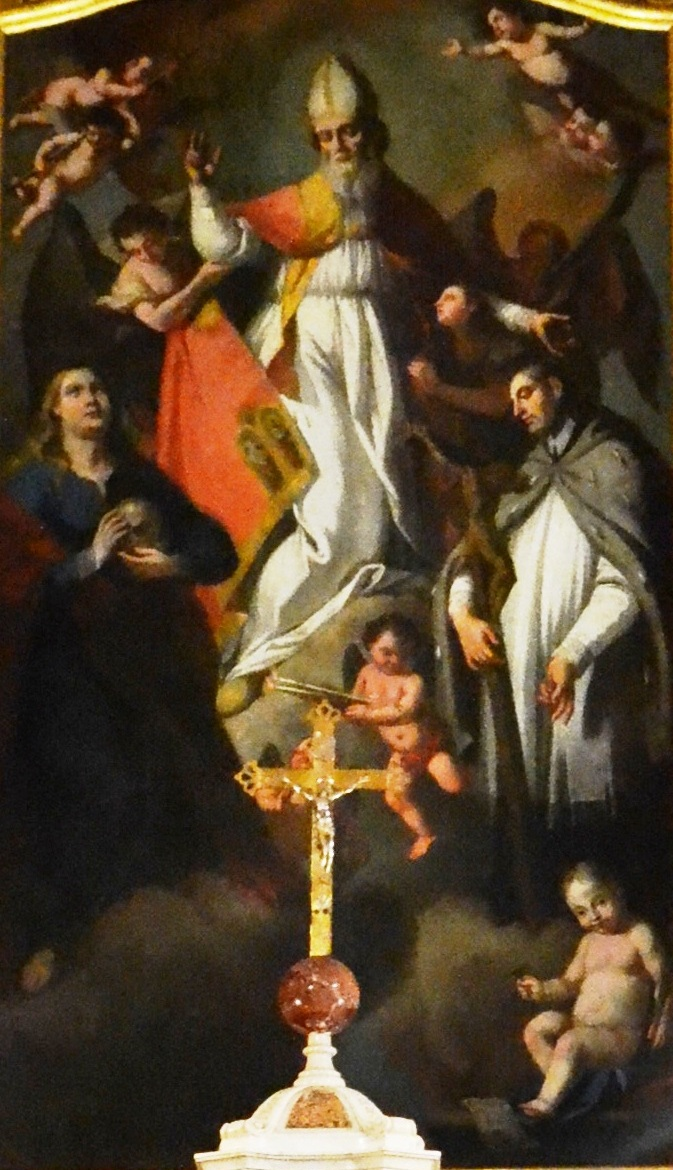
San Blas entre María Magdalena y Juan Nepomuceno.

- Nuestra Señora de Suyapa. (imagen ilustrativa).
- San Adelino de Celle.[14]
- San Ansgar.
- San Azarías.
- Santa Berlinda de Meerbeke.[14]
- San Blas.[14][15] (imagen ilustrativa).
- San Celerino de Cartago.[14]
- San Hadelin.
- San Leonio de Poitiers.[14]
- San Lupicino de Lyon.[14]
- Santa María de San Ignacio Thévenet.[14]
- Santa Olivia.[14]
- San Tigrido.[14]
- Santa Wereburga de Chester.[14]
- Beato Helinando de Froidemont.[14]
- Beato Juan Nelson.[14]
- Beata María Ana Rivier.[14]
- Beata María Elena Stollenwek.[14]
- Beato Dom Justo Takayama.

 Por países
(Por orden alfabético)
- España:
  - Torrente fiesta dedicada a San Blas, patrón.
  - Chiprana fiesta dedicada a San Blas, patrón
  - Caudete fiesta dedicada a San Blas, patrón.
  - Santa Marta de Tormes (Salamanca), fiesta local dedicada a San Blas.
  - La Montaña (Cantabria), fiesta patronal dedicada a San Blas.
  - Sandoval de la Reina (Burgos), fiesta local dedicada a San Blas.
  - Hornillos de Cerrato (Palencia), fiesta local dedicada a san Blas.

- Honduras: 
  - Día de Nuestra Señora de Suyapa.